# Universitat de Garyunis
La Universitat de Garyunis (àrab: جامعة قاريونس, Jāmiʿat Qāryūnis), coneguda abans com a la Universitat de Bengasi, és una universitat pública que es troba a Bengasi, Líbia.
La universitat es va fundar el 15 de desembre de 1955 a Bengasi, la segona ciutat més gran de Líbia, sota el nom d'Universitat de Líbia, amb una matriculació inicial de 31 estudiants inscrits en les facultats d'art i educació.
Des de llavors, la universitat va créixer establint facultats a Trípoli (ciències el 1957, agricultura el 1966, petroli i minerals el 1972) i a Bengasi (economia el 1957, dret el 1962, medicina el 1970). El 1967 el Col·legi d'Estudis Tècnics Superiors i el Col·legi Superior de Professors van ser incorporats a la universitat. Els noms d'aquests dos col·legis després van canviar pels de Facultat d'Enginyeria i Facultat d'Educació.
La Universitat de Líbia es va separar en dues institucions diferents, la Universitat d'Al Fateh, a Trípoli, i la Universitat de Garyunis, a Bengasi. D'aquesta manera la Universitat de Garyunis va crear noves facultats: ciències, enginyeria i odontologia el 1974, i agricultura el 1976.